# James Hay, 1. Baronet (of Smithfield)

Wappen des Sir James Hay, 1. Baronet

Sir James Hay, 1. Baronet († 1654) war ein schottischer Adliger und Politiker.

## Leben
Er entstammte einer Nebenlinie des Clan Hay und war der Sohn und Erbe des John Hay († 1628), Laird von Smithfield in Peeblesshire.
1624 hatte er das Hofamt eines Esquire of the Body für König Jakob VI. inne. 1628 erbte er die Ländereien seines Vaters.
Von 1628 bis 1633 und erneut 1643 war er als Abgeordneter für Peeblesshire Mitglied des schottischen Parlaments.
Am 20. Juli 1635 wurde ihm in der Baronetage of Nova Scotia der erbliche Adelstitel Baronet, of Smithfield in the County of Peebles, verliehen. Die Verleihung erfolgte mit der besonderen Erbregelung, dass der Titel an jeden männlichen Erben (heirs male whatsoever) vererbbar sei. Zusammen mit dem Titel erhielt er ein Lehen über 16.000 acres (65 km²) große Ländereien in Nova Scotia, das er im Dezember 1635 in Besitz nahm.
Als er 1654 starb, hinterließ er aus seiner Ehe mit Sidney Massey († nach 1654) drei Kinder:
- Anne Hay († 1700) ⚭ James Douglas, 10. Earl of Morton;
- Sir John Hay, 2. Baronet († 1659);
- William Hay († vor 1683), Laird von Smithfield.